# Online-Panel
Ein Online-Panel ist eine Gruppe von registrierten Personen, welche sich bereit erklärt haben, wiederholt an Online-Studien teilzunehmen. Die über das Internet erhobenen Paneldaten stehen vorwiegend zu marktforscherischen und sozialwissenschaftlichen Datenerhebungen zur Verfügung.

## Funktionsweise

Vereinfachte Prozessdarstellung eines Online-Panels

Der Prozess beginnt mit der Registrierung auf der jeweiligen Webseite des Online-Panels. Damit erteilt man der Organisation, welche die spätere Datenerhebung im Internet durchführt, automatisch die Erlaubnis, zu Zwecken der Marktforschung wiederholt kontaktiert zu werden. Die Auswahl der Panelteilnehmer erfolgt dabei seitens der Organisationen so, dass die gewonnene Stichprobe für die zu untersuchende Grundgesamtheit repräsentativ ist. Des Weiteren kann die Auswahl entweder zufällig aus allen bereits registrierten Teilnehmern erfolgen oder auch anhand vorher im System festgelegter Quoten, falls dies für die durchzuführende Studie von Vorteil ist. So können zum Beispiel nur Frauen im gebärfähigen Alter zu einem Schwangerschaftspräparat befragt werden.
Um die relevanten Personen zur Teilnahme an einem Online-Panel zu motivieren, werden oft Anreize wie etwa Geld, Treuegeschenke oder Gutscheine geschaffen. Diese sollten allerdings so gestaltet sein, dass sie das Verhalten der teilnehmenden Personen nicht beeinflussen. So könnte ein zu kleiner Anreiz (bzw. gar kein Anreiz) die Personen abhalten, überhaupt am Panel teilzunehmen, ein zu großer Anreiz wiederum könnte die Personen von der Erhebung ablenken und so die Online-Studie verzerren.
Wurde der jeweilige Teilnehmer dann erfolgreich registriert, so wird er in einer Datenbank gespeichert, aus welcher dann die Stichproben für die einzelnen Befragungen gezogen werden. Er wird somit Teil eines mehr oder weniger großen Pools an Personen, die sich freiwillig solchen Online-Befragungen zur Verfügung stellen.

## Vergleich zu herkömmlichen Panels
Unter der klassischen Panel-Untersuchung versteht man die mehrfache Erhebung derselben Variablen an denselben Untersuchungsobjekten zu verschiedenen Zeitpunkten. Dies bedeutet, eine Gruppe von Personen bekommt in regelmäßigen Abständen Fragen zum gleichen Thema gestellt.
Die Erhebungsform des Online-Panels ist durch das wachsende Medium Internet und der damit verbundenen Ausweitung der Marktforschung in das Internet entstanden.
Der Begriff des Online-Panels dient sowohl zur Bezeichnung von über das Internet betriebenen klassischen Panels als auch für Online-Access-Panels. Erstere sind wie klassische Panels aufgebaut, mit dem Unterschied, dass die Daten hier über das Internet erhoben werden. Bei einem Online-Access-Panel erweitert sich das Verständnis des klassischen Panels. So versteht man unter einem Online-Access-Panel die mehrfache Erhebung verschiedenster Variablen an denselben Untersuchungsobjekten zu verschiedenen Zeitpunkten. Zum bisherigen Aspekt der gleichbleibenden Befragungsstichprobe kommt hier also noch die Tatsache hinzu, dass Fragen zu unterschiedlichen Themen gestellt werden. Durch diese ständige Variation an Themen hat das Online-Access-Panel für die Marktforschung eine hohe Verwendungsmöglichkeit als vielfältig einsetzbarer Personenpool.

## Beurteilung

### Vorteile von Online-Panels
Die Vorteile von Online-Panels sind vor allem in den generellen Vorteilen des Internets begründet. Folgende Vorteile sind als besonders relevant anzusehen:
- Kostenminimierung:  Online-Panels sind im Gegensatz zu herkömmlichen klassischen Panels wesentlich günstiger umzusetzen, da die ganzen Prozeduren wie etwa Befragungen, Datenerhebungen und Kundendaten online abgewickelt werden können. Allerdings sind sie aufgrund von Aufbau und insbesondere der Aufrechterhaltung (siehe Nachteile von Online-Panels) oft teurer als andere Online-Erhebungsmethoden.
- Kurze Umsetzungszeiten:  Studien, welche mittels Online-Panels durchgeführt werden, können in der Regel sehr schnell umgesetzt werden, was vor allem an der Tatsache liegt, dass die teilnehmenden Personen schon bekannt und somit leicht erreichbar sind.
- Hohe Flexibilität:  Durch Einbeziehung des Internets in die durchzuführende Forschung ergibt sich eine erhöhte Flexibilität sowohl bezüglich des Untersuchungsortes, als auch der Untersuchungszeit.

### Nachteile von Online-Panels
- Paneleffekt:  Das Verhalten der teilnehmenden Personen eines Online-Panels kann sich im Laufe der Zeit stark verändern, weil sie sich ihrer Beobachtung bewusst sind. Die Veränderung des Verhaltens kann bewusst oder auch unbewusst geschehen. Paneleffekte stellen ein großes Problem dar, da es somit zu einer Beeinträchtigung der Aussagekraft der Ergebnisse kommt. Am einfachsten können diese verhindert werden, indem regelmäßig neue Teilnehmer angeworben werden.
- Aufbau und Aufrechterhaltung:  Bevor überhaupt mit der aktiven Forschung begonnen werden kann, muss ein den Erfordernissen entsprechendes System geschaffen werden. Gemeint sind hier etwa Online-Datenbanken für die Erhebungsdaten sowie die Kundendaten. Des Weiteren müssen Teilnehmer anhand vielschichtiger Kriterien angeworben werden. Schließlich muss das Online-Panel stets aktuell und repräsentativ gehalten werden, was oft mit einem erheblichen Zeit- als auch Kostenaufwand verbunden ist.
- Repräsentativität:  Das größte Problem von Online Panels stellt die fehlende Repräsentativität dar. Dieser Umstand kommt vor allem durch die Selbstselektion zu Stande. Durch die bewusste Entscheidung der Teilnehmer, am Panel teilzunehmen, ist die Stichprobe nicht repräsentativ für die Grundgesamtheit. So sind üblicherweise intensive Internetnutzer deutlich überrepräsentiert. In der Praxis arbeitet man deshalb oft mit Quotierungen bei der Auswahl der Teilnehmer oder Gewichtungen bei der Auswertung der Daten, um zumindest für bestimmte Quotenmerkmale repräsentative Ergebnisse zu erzielen.

## Repräsentativität
Die Repräsentativität ist gerade in Bezug auf Online-Panels von entscheidender Bedeutung. Ein Online-Panel gilt gemeinhin als repräsentativ, wenn die Ergebnisse der Stichprobe auf die Grundgesamtheit hochgerechnet werden können. Dies ist dann der Fall, wenn die Resultate der Panel-Teilnehmer nicht nur für die jeweils befragte Gruppe gültig sind, sondern darüber hinaus auch als verallgemeinerbar angenommen werden können. Ist eine Stichprobe nicht repräsentativ, so wird das Ergebnis verzerrt und eine Hochrechnung der Forschungsergebnisse auf die Grundgesamtheit ist nicht mehr möglich bzw. nicht mehr sinnvoll.
Eine solche Verzerrung der Ergebnisse, welche dazu führt, dass die Stichprobe nicht mehr als repräsentativ anzusehen ist, kann entweder aufgrund der Nichtteilnahme der Untersuchungspersonen oder aufgrund von Auswahlprozessen zustande kommen. Die Nichtteilnahme der Untersuchungspersonen wie etwa Unerreichbarkeit, Teilnahmeverweigerung und dergleichen spielen beim Online-Panel nur eine untergeordnete Rolle, da alle Panel-Teilnehmer bewusst und auf freiwilliger Basis daran teilnehmen. Die Auswahlprozesse, gemeint sind hier die Kriterien, nach denen die Untersuchungspersonen ausgewählt werden, haben hingegen einen entscheidenden Einfluss auf die Repräsentativität. Sie lassen sich in die zwei Teilgebiete der Selbstselektion und der Grundgesamtheit von Online-Panels unterscheiden.

### Selbstselektion
Selbstselektion bedeutet, dass die Initiative zur Teilnahme an einem Online-Panel oder zu anderen Forschungszwecken nicht vom Sozial- oder Marktforschungsinstitut ausgeht, sondern vom Befragten selber. Dieser wird also nicht ausgewählt, er wählt sich sozusagen selber aus. Durch diese bewusste Entscheidung, an einer bestimmten Untersuchung teilnehmen zu wollen, kommt es zu einer Verzerrung in Form einer Überrepräsentation gewisser Personengruppen und die Stichprobe gilt nicht mehr als repräsentativ. Die Selbstselektion kommt bei kontroversen Themen zudem häufiger vor als bei gängigen Themen. So werden sich an der Befragung zum Bau eines neuen Atomkraftwerks eventuell überproportional viele strikte Atomgegner beteiligen.

### Die Grundgesamtheit von Online-Panels
Die Ursache dieses Auslösers von Verzerrungen ist das Internet selber, da die Grundgesamtheit von Online-Panels nur aus Internetnutzern besteht. Da für die Teilnahme an einem Online-Panel zwingend das Internet benötigt wird, ist ein gewichtiger Teil der Gesamtbevölkerung ausgeschlossen, nämlich all jene ohne Internetzugang. Auch wenn der Anteil von Personen ohne Internetzugang immer geringer wird, so stellt er dennoch einen gewichtigen Teil dar. Untersuchungen haben zudem ergeben, dass sich unter allen Internetnutzern im Vergleich zur Allgemeinbevölkerung proportional mehr jüngere, einkommensstärkere, besser gebildete, sowie mehr Männer als Frauen befinden. Aufgrund der ständig voranschreitenden Durchdringung des Internets wird sich die Repräsentativität zwischen Internetnutzern und der Allgemeinbevölkerung in den nächsten Jahren immer stärker annähern, wodurch diese Verzerrung abgeschwächt wird.

## Die Rekrutierung
Damit die Repräsentativität eines Online-Panels gegeben ist, muss darauf geachtet werden, dass es zu keinen Verzerrungen der Ergebnisse kommt. Um diese Verzerrungen so gering wie nur möglich zu halten, ist es nötig, den kompletten Rekrutierungsprozess zu planen und zu dokumentieren. Denn gerade bei Online-Umfragen haben Personen mit einer starken Internetaffinität eine größere Motivation, daran teilzunehmen, als jene ohne Internetbezug. So ist es in der Regel empfehlenswert, die entsprechenden Probanden nicht nur online, sondern auch offline anzuwerben. Im Allgemeinen kann gesagt werden, dass auskunftswillige Personen gesucht werden sollten, welche im weiteren Verlauf der Untersuchung im Internet erreicht und angesprochen werden können.

### Aktive und passive Rekrutierung
- Aktive Rekrutierung:  Bei der aktiven Rekrutierung werden die Teilnehmer vom jeweiligen Betreiber des Panels direkt per E-Mail oder per Telefon kontaktiert und zur Teilnahmen an einem Online-Panel motiviert. Durch diese Vorgehensweise kann genau festgelegt werden, welche Personen am Online-Panel teilnehmen sollen. So kann ein spezifischer, in sich geschlossener Teilnehmerkreis aufgebaut werden.
- Passive Rekrutierung:  Bei der passiven Rekrutierung beziehen die Teilnehmer ihre Informationen nicht direkt vom Betreiber des Panels, sondern von externen Quellen wie etwa Suchmaschinen, Links auf Websites, Artikel in Zeitschriften oder durch Freunde und Bekannte. Durch diese Vorgehensweise kann nicht genau vorausgesagt werden, welche Personen sich letztendlich anmelden werden.

### Online- und Offline-Rekrutierung
- Online-Rekrutierung:  Unter einer Online-Rekrutierung versteht man die Anwerbung von Teilnehmern mittels gängiger Online-Medien wie etwa E-Mails, Bannerwerbung oder Newsletter. Die vier häufigsten Kanäle dabei sind:
  - Die Internet-Nutzer registrieren sich direkt auf der Internetseite des jeweiligen Panelbetreibers
  - Internet-Nutzer werden zufällig aus einer Kundenkartei von Internetprovidern oder Internet-Dienstleistern ausgewählt und angesprochen
  - Besucher von ausgewählten Internetseiten werden mittels Pop-up Fenster angesprochen
  - Werbebanner auf ausgewählten Internetseiten weisen auf die entsprechenden Panels hin
- Offline-Rekrutierung:  Unter einer Offline-Rekrutierung versteht man die Anwerbung von Teilnehmern mittels herkömmlicher, nicht internetbezogener Mittel wie etwa per Postweg oder per Telefon. Eine Face-to-Face Rekrutierung stellt ebenfalls eine Offline-Rekrutierung dar. Diese Methode kann dann von Vorteil sein, wenn man Personen mit einer starken Internetaffinität bei gewissen Umfragethemen vermeiden will.

### Laufende Nachrekrutierung
Das Online-Panel sollte stets aktuell und repräsentativ gehalten werden. Des Weiteren sollte verhindert werden, dass es zu einer Veränderung des Verhaltens der Teilnehmer und somit zum Paneleffekt kommt. Daher ist es wichtig, dass laufend neue Teilnehmer angeworben werden, damit zu jedem Zeitpunkt ein ausreichend großer Pool an Personen vorhandenen ist.

## ISO-Norm für Access Panels
Die Internationale Normungsorganisation ISO veröffentlichte 2009 die Norm ISO 26362:2009 Access Panels in der Markt-, Meinungs- und Sozialforschung – Begriffe und Dienstleistungsanforderungen (englisch Access panels in market, opinion and social research – Vocabulary and service requirements). Diese Norm ist anwendbar auf alle Arten von Access Panels, insbesondere solche, die online rekrutiert und genutzt werden. Neben dieser Festlegung des Anwendungsbereiches und Begriffen und Definitionen enthält die Norm allgemeine Anforderungen und Maßgaben für
- Organisation und Verantwortung
- Rekrutierung von neuen Panelteilnehmern
- Vertraulichkeit und Transparenz
- Methoden der Rekrutierung
- Quellen der Rekrutierung
- Validierung der Identität
- Struktur und Größe
- Umgang mit den Profildaten der Panelteilnehmer
- Management des Access Panels
- Incentives
- Pflege und Aktualisierung der Profildaten von Panelteilnehmern
- Stichprobenziehung
- Fragebogen
- Pretest und Übersetzung
- Einladungen zur Teilnahme an Forschungsprojekten
- Validierung der Daten
- Berichterstattung an den Auftraggeber
- Pflichten gegenüber den Panelteilnehmern
- Pflichten gegenüber den Auftraggebern.

Durch die ISO-Norm sind damit sämtliche Arbeits- und Prozessabläufe bei Forschungsprojekten über Access Panels, von den gesamten Verantwortungs- und Managementstrukturen über die Rekrutierung der Panelmitglieder und die Validierung der Datensätze bis hin zum Reporting, berührt.
Basierend auf ISO 26362 wird interessierten Access Panel Providern seit 2010 eine Zertifizierung angeboten, bei der die Qualitätskriterien der Norm geprüft werden. Organisatorischer Träger des Zertifizierungsprogramms ist die Austrian Standards plus GmbH. Das Zertifizierungsprogramm wurde durch den Arbeitskreis Deutscher Markt- und Sozialforschungsinstitute (ADM), die Deutsche Gesellschaft für Online-Forschung e. V. (DGOF) und den Verband der Marktforscher Österreichs (VMÖ) gemeinsam mit Austrian Standards plus Certification erstellt. Der Konformitätsbewertung nach diesem Programm haben sich bislang mehrere Institute in Deutschland und Österreich, darunter MindTake, Marketagent, Norstat Deutschland (vormals ODC Services), respondi, GfK Austria, unterzogen.